# Tipos de partida de tênis
Tradicionalmente, o tênis é jogado entre duas pessoas em uma partida de simples, ou duas duplas em uma partida de duplas. O tênis também pode ser jogado em diferentes quadras, como quadras de grama, quadras de saibro, quadras duras e quadras de grama artificial.

## Tipos padrão de partida
O jogo de simples envolve dois jogadores competindo entre si, geralmente dois homens ou duas mulheres, embora os jogos entre um homem e uma mulher geralmente são disputados informalmente ou como exibições. O jogo começa com o jogador realizando o saque do lado direito da quadra, atrás da linha de base. O outro jogador deve se posicionar atrás ou próximo à linha de base, no lado esquerdo da quadra. O sacador então rebate a bola por cima da rede na área de saque diagonalmente oposta. O recebedor deve deixar a bola quicar antes de rebatê-la de volta por cima da rede. Se o recebedor acertar a bola antes do primeiro quique ou depois de dois quiques, é considerado 'falta'. O jogo segue até que um dos jogadores não consiga devolver a bola por cima da rede ou a jogue para fora dos limites da quadra. 
O jogo de duplas é disputado por duas equipes, cada uma com dois jogadores, geralmente formadas por homens ou mulheres. A quadra utilizada é mais ampla do que a do simples: ela inclui a área nas linhas laterais (tramlines, na terminologia britânica), enquanto no jogo de simples não é incluída. Os dois jogadores do time receptor trocam de posição após cada ponto, com um ficando próximo à rede e o outro perto da linha de base, pronto para devolver o saque. A maioria das regras do simples também são apliacadas ao tênis de duplas, mas há algumas exceções. Primeiramente, o lado da quadra é mais largo. Os limites se estendem de um lado ao outro até as linhas de duplas. Isto inclui os corredores entre as linhas de simples e de duplas na quadra. Os limites da quadra de duplas só entram em jogo após o saque. Os jogadores sacam durante um game completo e depois o saque passa para a outra equipe. Os recebedores devem permanecer no mesmo lado da quadra, conhecido como o lado de deuce ou o lado de advantage, durante todo o set, já que o sacador muda de lado após cada ponto. 
O tênis de duplas mistas é jogado da mesma forma que o de duplas, mas com um homem e uma mulher por equipe. Essa modalidade de tênis é pouco frequente no esporte profissional, pois os torneios masculinos e femininos costumam ser organizados de forma independente. (pela ATP e pela WTA, respectivamente). No entanto, todos os quatro torneios do Grand Slam realizam uma competição de duplas mistas, além das duplas masculina e feminina, incluindo diversos atletas que também competem em outras categorias. Há também a Copa Hopman, um torneio misto anual para equipes nacionais, que inclui partidas de duplas mistas. Além disso, a modalidade de duplas mistas já integrou os Olimpíadas de Verão em diversas edições (em 1900, de 1912 a 1920 e novamente desde 2012 ).
Apesar de muitos jogadores reduzirem sua competitividade em simples ao chegarem aos 30 ou 40 anos, eles costumam manter sua carreira em duplas e duplas mistas. Exemplos notáveis incluem Martina Navratilova e John McEnroe, que alcançaram conquistas em duplas mesmo após ultrapassarem os 40 anos.

## Outros tipos de partida

### Canadian doubles
Quando há três jogadores disponíveis, as regras podem ser adaptadas para equilibrar a competição, permitindo que o jogador único não precise ser muito superior à dupla. A principal diferença entre o Canadian doubles e o tênis de duplas tradicional é que a equipe de dois jogadores só pode golpear a bola dentro da área do simples, enquanto o jogador sozinho tem o direito de usar toda a quadra de duplas.

### Australian doubles / American doubles
Uma variação informal e não oficial do tênis, semelhante ao Canadian doubles, onde os jogadores trocam de posição na quadra após cada game. Assim, cada jogador participa de partidas de duplas e simples ao longo do jogo, com o jogador de simples sendo sempre o responsável pelo saque. As regras de pontuação podem variar, mas uma versão popular atribui dois pontos por game, com o sacador ganhando ambos os pontos se mantiver o saque, e a dupla ganhando um ponto cada caso consiga quebrá-lo. Esse formato é comumente conhecido como American doubles no Reino Unido e na Austrália. Na África do Sul, é chamado de American singles ou tênis de garra, e também é praticado no Caribe. 

### Tênis em cadeira de rodas
A modalidade é disputada tanto no formato simples quanto nas duplas por pessoas em cadeiras de rodas. A principal distinção é que a bola pode quicar duas vezes antes de ser rebatida, e o segundo quique pode ocorrer até fora da quadra. Todos os quatro torneios do Grand Slam incluem a modalidade de tênis em cadeira de rodas.

### Tênis para deficientes visuais
O tênis para pessoas com deficiência visual, conhecido como tênis para cegos no Japão, seu país de origem, e também chamado de tênis sonoro em algumas localidades, é praticado em quatro categorias. Na classificação B1, voltada para atletas cegos, é obrigatório o uso de vendas nos olhos. O jogo utiliza bolas específicas que produzem som ao atingir a superfície da quadra.  Geralmente, a quadra é menor e uma rede é mais baixa do que o tênis padrão, sendo permitidos até três quiques antes de devolver a bola.  Embora o tênis sonoro não faça parte dos torneios da ITF, ATP e WTA, um torneio internacional é realizado anualmente e os rankings mundiais são publicados para jogadores masculinos e femininos com diferentes graus de deficiência. 

### Mini-tênis
O treinamento de tênis tem evoluído com o uso de bolas de baixa compressão e, em certas ocasiões, quadras de tamanho reduzido. Organizações ao redor do mundo adotaram essas bolas e quadras modificadas para atrair jogadores mais jovens interessados no esporte. O uso de bolas de baixa compressão e tamanhos de quadra modificados visa facilitar o processo de se tornar um jogador de tênis competitivo ou amador. As bolas de baixa compressão possuem colorações diferentes para indicar o nível de compressão. Jogadores iniciantes e jovens tendem a achar o jogo mais fácil de aprender, já que as bolas têm um quique mais baixo e uma velocidade reduzida em comparação às bolas " normais ".  As quadras menores também facilitam a cobertura ou o alcance da bola do adversário.